# Selaginella sambiranensis
Selaginella sambiranensis är en mosslummerväxtart som beskrevs av Stefanov. och Rakotondr.. Selaginella sambiranensis ingår i släktet mosslumrar, och familjen mosslummerväxter. Inga underarter finns listade i Catalogue of Life.